# Bollullos Par del Condado
Bollullos est une commune de la province de Huelva dans la communauté autonome d'Andalousie en Espagne.